# Teoria economica del contratto
La teoria economica del contratto è una branca dell'analisi economica del diritto che fornisce analisi su come le norme che regolano il contratto conducano a una efficiente allocazione delle risorse (analisi positiva), o su come il diritto dei contratti dovrebbe essere impostato per raggiungere tale fine (analisi normativa).

## Incentivi allo scambio
Una delle ragioni per cui esiste l'istituto del contratto è quello di incentivare lo scambio di beni fra soggetti, garantendo che una promessa non mantenuta possa essere fatta valere in giudizio. 
La conclusione di un contratto è un'azione di cooperazione tra due o più soggetti dalla quale si genera un surplus cooperativo che viene distribuito fra le parti. Se una di queste ha la possibilità di appropriarsi dell'intero surplus (non eseguendo la prestazione promessa) gli altri agenti non saranno incentivati a cooperare e lo scambio non avverrà.
Il sistema giuridico, prevedendo la condanna del debitore inadempiente al risarcimento del danno provocato o all'esecuzione forzata della prestazione, garantisce al creditore il conseguimento del beneficio anche in caso di inadempimento del debitore

## Adempimento

### Adempimento non efficiente
A contratto concluso un evento imprevedibile può rendere più elevato il costo della prestazione.  Se costo della prestazione > beneficio totale, l'adempimento è  inefficiente.
Ipotizziamo che: costo della prestazione =2,5€ e beneficio che ottengono A (creditore) e B (debitore)=1€ ciascuno (beneficio totale= 2€). 
Se c'è adempimento A guadagna 1€ e B subisce una perdita di (1-2,5)= -1,5€. Se B è inadempiente dovrà risarcire i danni da aspettativa ad A, quindi, se A subisce perdita di -1€, B dovrà pagare ad A 2€ per riportarlo al guadagno di 1€; A ottiene lo stesso guadagno e B una perdita minore. Per il principio dell'efficienza paretiana è quindi efficiente che B sia inadempiente e risarcisca il danno; la somma dei guadagni congiunti di A e B è maggiore in caso di inadempimento.

### Rimedi all'inadempimento

#### Tutela specifica
Il giudice impone al debitore inadempiente l'esecuzione forzata della prestazione.

#### Risarcimento danni
- danni da aspettativa: forniscono al creditore i guadagni che avrebbe conseguito in caso di adempimento.
- danni da affidamento: riportano il creditore nella situazione in cui si trovava prima di concludere il contratto.
- danni di costo opportunità: forniscono al creditore i guadagni che avrebbe conseguito se avesse contrattato con la migliore alternativa al debitore inadempiente.

In una situazione di adempimento inefficiente il risarcimento dei danni da aspettativa è un rimedio efficiente poiché il debitore può scegliere l'inadempimento senza che ciò diminuisca i benefici per il creditore, mentre la tutela specifica imporrebbe al debitore costi maggiori a parità di benefici.
Se l'ordinamento prevede la tutela specifica, le parti dovrebbero rinegoziare: il creditore dovrebbe concedere al debitore di non adempiere e di risarcire i danni da aspettativa, questa soluzione crea un surplus cooperativo (il risparmio per il debitore) che le due parti possono distribuire fra di esse. Se i costi di transazione non impediscono la negoziazione, si giungerà ad una ed efficiente allocazione delle risorse indipendentemente dall'allocazione iniziale dei diritti, come afferma il teorema di Coase.